# اوئینتینی
اوئینتینی شهری در شهرستان سابسه در استان بام در بورکینافاسوی شمالی است و جمعیت آن ۷۴۳ نفر است.